# Saint-Maurice-de-Gourdans
Saint-Maurice-de-Gourdans là một xã ở tỉnh Ain, vùng Auvergne-Rhône-Alpes thuộc miền đông nước Pháp.